# لوريل غودوين
لوريل غودوين (بالإنجليزية: Laurel Goodwin)‏ هي ممثلة أمريكية، ولدت في 11 أغسطس 1942 في ويتشيتا في الولايات المتحدة.

## أعمال

### أفلام
- شرط بابا الرقيق

## وصلات خارجية
- لوريل غودوين على موقع IMDb (الإنجليزية)
- لوريل غودوين على موقع ألو سيني (الفرنسية)
- لوريل غودوين على موقع ميوزك برينز (الإنجليزية)
- لوريل غودوين على موقع أول موفي (الإنجليزية)
- لوريل غودوين على موقع قاعدة بيانات الأفلام السويدية (السويدية)
- لوريل غودوين على موقع قاعدة بيانات الفيلم (الإنجليزية)
- لوريل غودوين على موقع كينوبويسك (الروسية)